# Hundert Jahre Einsamkeit

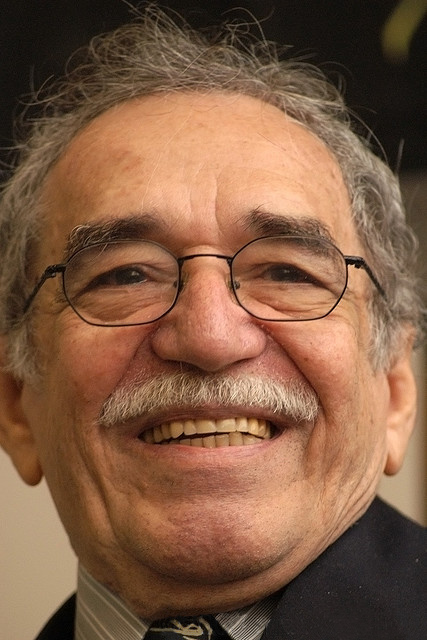
Autor Gabriel García Márquez (2002)

Hundert Jahre Einsamkeit (spanischer Originaltitel: Cien años de soledad) ist ein Roman des kolumbianischen Schriftstellers Gabriel García Márquez (1927–2014), der 1982 den Nobelpreis für Literatur erhielt. Seit der Erstveröffentlichung am 5. Juni 1967 wurden von dem Roman weltweit über 30 Millionen Exemplare in 32 Sprachausgaben verkauft, womit er eines der am häufigsten gelesenen und übersetzten Werke der spanischsprachigen Literatur ist.

## Bedeutung
Ursprünglich 1967 in Buenos Aires im Verlag Sudamericana mit einer Erstauflage von lediglich 8.000 Exemplaren veröffentlicht, wurde er 2007 vom IV. Internationalen Kongress für spanische Sprache als eines der wichtigsten Werke der spanischsprachigen Literatur katalogisiert. Die spanische Tageszeitung El Mundo führt den Roman in ihrer Liste der 100 besten spanischsprachigen Romane des 20. Jahrhunderts. Zugleich gilt er als eines der bedeutendsten Werke des Magischen Realismus sowie der lateinamerikanischen Literatur überhaupt. Der Autor selbst behauptete, es keineswegs für sein bestes Werk zu halten, doch die lange Entstehungsgeschichte, wie sie u. a. in der García-Márquez-Biographie von Juri Paporow (siehe Quellen) beschrieben wird, deutet darauf hin, dass der Autor es als sein Opus magnum ansah. Erstausgaben des Werkes werden heute zum Kulturerbe Kolumbiens gezählt.

## Handlung
Der Roman Hundert Jahre Einsamkeit begleitet sechs Generationen der Familie Buendía und hundert Jahre wirklichen Lebens in der zwar fiktiven Welt des Dorfes Macondo, die sich jedoch auf die kolumbianische Heimat des Autors bezieht. Dabei ist der chronologische Ablauf zunächst nur wenig erkennbar. Das umfassend angewendete Stilmittel der Vor- und Rückgriffe (Pro- und Analepse) lässt bei einer ersten Lektüre den Eindruck entstehen, dass es sich hier um ein Durcheinander von Episoden aus dem Leben der Protagonisten handelt. Ergänzt wird dieser Eindruck durch zahlreiche Homonymien der Charaktere. Tatsächlich befolgt die Reihenfolge der einzelnen Kapitel die Chronologie der erzählten Ereignisse – mit Ausnahme des Auftaktkapitels, bei dem es sich um einen einzigen großen Vorgriff handelt. Eine Reihe von Literaturwissenschaftlern, darunter Mechthild Strausfeld, kommen zum Schluss, dass sich die Geschichte Macondos und somit die Handlung des Romans grob in vier Perioden aufteilen lässt:

### Auszug der Buendías und Gründung Macondos
Der Stammvater der Buendías zieht, da er einen Mord begangen hat und vor dem Geist des von ihm Ermordeten flüchtet, mit seiner Frau sowie einigen anderen Familien durch den Dschungel, auf der Suche nach einem geeigneten Ort zur Gründung eines Dorfes. Sie gründen schließlich Macondo. Bald darauf taucht eine Gruppe von Zigeunern auf, zu denen u. a. Melchíades gehört, eine weitere Hauptperson des Romans.

### Auftauchen des Landrichters und Verlauf der Bürgerkriege
Das Auftauchen eines corregidor ‚Landrichter‘, besiegelt die Eingliederung Macondos ins System staatlicher Verwaltung und Gewalt, vor dem seine abgelegene Topographie die Bewohner ja gerade bewahren sollte. Da dieses Dorf nun ebenfalls Teil der Republik ist, spielt auch der Bürgerkrieg zwischen Konservativen und Liberalen für die Bewohner von Macondo eine Rolle. Der Oberst Aureliano Buendía, die wichtigste Figur des Romans, tut sich hier besonders hervor.

### Die Bananenfabrik
Nach dem Bürgerkrieg wird eine nordamerikanische Bananenfabrik zum wichtigsten Arbeitgeber des Dorfes. Deren Umgang mit den Arbeitern ist von Härte und Brutalität gekennzeichnet. So kommt es u. a. zu einem vertuschten Massaker auf dem Bahnhof, bei dem alle anwesenden streikenden Arbeiter getötet werden.

### Der langsame Verfall und die völlige Zerstörung des Dorfes
In den letzten Kapiteln liegt Macondo in einer tiefen Agonie, in der alles verfällt bzw. der Urwald sich das ihm einst von dem Menschen abgetrotzte Territorium langsam zurückholt, ohne dass es die Bewohner besonders stört oder auch nur verwundert. Die Geschichte kulminiert in einem mystischen und unerwarteten Schluss: Aureliano Babilonia, der letzte noch lebende Nachfahr José Arcadio Buendías, entziffert die verschlüsselten Schriften des Melchíades, die sich als eine Chronik und Prophezeiung der Geschichte Macondos herausstellen; sie endet mit der Zerstörung des Dorfes, bei der auch Aureliano Babilonia zu Tode kommt – just in dem Moment, als er davon in Melchíades’ Prophezeiung liest.

## Haupthelden
José Arcadio Buendía: Der Gründer von Macondo und das Oberhaupt der Familie Buendía, ein Mann mit großer Kraft und Neugier. Seine obsessive Suche nach esoterischem Wissen führt ihn letztendlich in den Wahnsinn. Er ist verheiratet mit Úrsula Iguarán und der Vater von José Arcadio, Colonel Aureliano Buendía und Amaranta.
Úrsula Iguarán: Ein hartnäckiges und langlebiges Mitglied der Familie Buendía. Sie schützt und unterstützt die Familie und versucht, die Probleme im Haus zu lösen. Sie ist die Ehefrau von José Arcadio Buendía.
Amaranta: Die Tochter von José Arcadio Buendía und Úrsula Iguarán. Sie stirbt als verschlossene und einsame Jungfrau und hegt eine tiefe Angst und Abneigung gegenüber Männern. Ihr Leben ist von Angst und persönlichen Krisen geprägt; sie findet keine wahre Liebe und stirbt, ohne sie gefunden zu haben. Sie ist die Schwester von Colonel Aureliano Buendía und José Arcadio.
Colonel Aureliano Buendía: Der zweite Sohn von José Arcadio Buendía und Úrsula Iguarán. Er wächst mit außergewöhnlichen übersinnlichen Wahrnehmungen und in Einsamkeit auf. Er wird Führer der liberalen Rebellion, verliert nach jahrelangen Kämpfen sein Gedächtnis und lebt zurückgezogen und einsam. Er ist der Witwer von Remedios Moscote und Vater von Aureliano José und siebzehn Söhnen von verschiedenen Frauen, alle namens Aureliano.
Remedios Moscote: Die kurzzeitig verheiratete Frau von Colonel Aureliano Buendía. Vor ihrem Tod bringt sie Freude in die Familie Buendía.
José Arcadio: Der erste Sohn von José Arcadio Buendía und Úrsula Iguarán. Er hat eine außergewöhnliche Stärke und impulsive Neigungen. Er heiratet das Zigeunermädchen Rebeca. Er ist der Bruder von Colonel Aureliano Buendía und Amaranta.
Rebeca: Ein geheimnisvolles Waisenkind, das auf mysteriöse Weise zur Familie Buendía stößt. Rebeca verbreitet Schlaflosigkeit in der Stadt. Nach dem Tod ihres Mannes, José Arcadio, wird sie zu einer zurückgezogenen Einsiedlerin und scheint sich von der Gesellschaft und der Familie Buendía zurückzuziehen.
Aureliano José: Der Sohn von Colonel Aureliano Buendía und Pilar Ternera. Aureliano José wird von seiner Tante Amaranta besessen und tritt in die Armee ein, um sich von ihr abzuwenden. Er verlässt jedoch die Armee, um zu ihr zurückzukehren, wird aber von ihr abgelehnt. Er wird von konservativen Soldaten getötet.
Arcadio: Der Sohn von José Arcadio und Pilar Ternera, wird Direktor der Schule des Dorfes. Während des Aufstands wird er zum Anführer von Macondo und entwickelt sich zu einem diktatorischen Herrscher. Er wird von den Konservativen getötet, als sie das Dorf zurückerobern. Er heiratet Santa Sofía de la Piedad und ist Vater von Remedios, Aureliano Segundo und José Arcadio Segundo.
Santa Sofía de la Piedad: Eine fast unsichtbare Frau, die Arcadio heiratet und viele Jahre nach seinem Tod in der Familie Buendía lebt. Sie ist die Mutter von Remedios, Aureliano Segundo und José Arcadio Segundo. Sie verlässt das Haus im Alter und wird nicht mehr gesehen.

Stammbaum

## Interpretationsansatz
Der Roman enthält viele Bezüge zum katholischen Glauben und der Bibel, nicht zuletzt in dem Bogen, den er von der Gründung des Ortes (Genesis) bis zu seiner Zerstörung (Apokalypse) spannt. Außerdem gilt die Handlung des Buches unter vielen Literaturwissenschaftlern als eine Allegorie auf die Geschichte Lateinamerikas. Diese Geschichte wird von Strausfeld in vier Epochen eingeteilt, die sie den oben aufgeführten vier Abschnitten des Romans zuweist:
1. Entdeckung, Eroberung, Kolonialzeit (1492–1830)
2. Republik: Beginn der Bürgerkriege (1830–1902)
3. Beginn des Imperialismus: Bananen etc. (1899–1930)
4. Aktualität – Neoimperialismus (1930–Gegenwart)

## Verfilmungen
Trotz des weltweiten Erfolges des Romans gab es lange Zeit keine direkte Verfilmung von Hundert Jahre Einsamkeit. Zwar verfilmte der mexikanische Regisseur Arturo Ripstein 1999 die Erzählung El coronel no tiene quien le escriba ‚Der Oberst hat niemand, der ihm schreibt‘, mit dem deutschen Titel Keine Post für den Oberst, deren Handlung von vielen Philologen als zumindest verwoben mit der von Hundert Jahre Einsamkeit angesehen wird, doch García Márquez’ wehrte sich zeitlebens gegen eine Verfilmung des Romans. Der Film Lebewohl Arche von 1984 des japanischen Regisseurs Shūji Terayama, der gleichzeitig dessen letztes Werk ist, basiert lose auf dem Roman und versetzt Elemente der Handlung nach Japan, ist jedoch ebenfalls nicht als Verfilmung autorisiert. Zuvor wurde durch Terayama bereits ein Theaterstück, das den japanischen Titel des Buches trug (百年の孤独 Hyaku-nen no kodoku), verwirklicht.
Am 6. März 2019 gab Netflix bekannt, die Rechte von García Márquez’ Familie für eine Verfilmung erworben zu haben. Am 17. April 2024 veröffentlichte Netflix den ersten Trailer der Verfilmung. Die Veröffentlichung von Hundert Jahre Einsamkeit erfolgte im Dezember 2024.

## Ausgaben
- Gabriel García Márquez: Cien años de soledad. Editorial Sudamericana, Buenos Aires 1967 (Originalausgabe)
- Gabriel García Márquez: Hundert Jahre Einsamkeit, Roman, aus dem Spanischen übersetzt von Curt Meyer-Clason, mit einem Nachwort von Carlos Cerda. Aufbau-Verlag Berlin und Weimar, 1980
- Gabriel García Márquez: Hundert Jahre Einsamkeit, Roman, aus dem Spanischen übertragen von Curt Meyer-Clason. Fischer, Frankfurt am Main 2004, ISBN 978-3-596-16250-5
- Gabriel Garcia Márquez: Cien años de soledad. Edición conmemorativa. Real Academia Española, Asociación de Academias de la Lengua Española. 2007 (vertrieben von den Verlagen, die G. G. Márquez in Lateinamerika und Spanien veröffentlichen: Norma, Diana, Sudamericana, Mondadori). Diese Ausgabe ist die Grundlage für die Neuübersetzung von Dagmar Ploetz.
- Gabriel García Márquez: Hundert Jahre Einsamkeit, Roman, Neuübersetzung aus dem Spanischen von Dagmar Ploetz. Kiepenheuer & Witsch, Köln 2017, ISBN 978-3-462-31707-7